# Wereldkampioenschappen boogschieten 1961
De Wereldkampioenschappen boogschieten 1961 waren door de Fédération Internationale de Tir à l'Arc (FITA) georganiseerde kampioenschappen voor boogschutters. De 21e editie van de wereldkampioenschappen vond plaats in het Noorse Oslo van 10 tot en met 13 augustus 1961. 

## Resultaten

### Individueel
|        | Heren           | Dames             |
| ------ | --------------- | ----------------- |
| Goud   | Joe Thornton    | Nancy Vonderheide |
| Zilver | Clayton Sherman | Laurie Fowler     |
| Brons  | Jorma Sandelin  | Bozena Deptova    |

### Team
|        | Heren                                       | Dames                                        |
| ------ | ------------------------------------------- | -------------------------------------------- |
| Goud   | Joe Thornton Clayton Sherman William Bednar | Nancy Vonderheide Victoria Cook Grace Frye   |
| Zilver | René Boussu Henri Verhoeven Charles Sophie  | Laurie Fowler June Heywood Shirley Lyons     |
| Brons  | Jorma Sandalin Väinö Skarp P. Luoto         | Anita Schlebusch Margaret Harriman E. Caknis |

### Medaillespiegel
| Plaats | Land                | Goud | Zilver | Brons | Totaal |
| 1      | Verenigde Staten    | 4    | 1      | 0     | 5      |
| 2      | Verenigd Koninkrijk | 0    | 2      | 0     | 2      |
| 3      | België              | 0    | 1      | 0     | 1      |
| 4      | Finland             | 0    | 0      | 2     | 2      |
| 5      | Tsjecho-Slowakije   | 0    | 0      | 1     | 1      |
| 5      | Zuid-Afrika         | 0    | 0      | 1     | 1      |
| Totaal | Totaal              | 4    | 4      | 4     | 12     |

1931 ·
1932 ·
1933 ·
1934 ·
1935 ·
1936 ·
1937 ·
1938 ·
1939 ·
1946 ·
1947 ·
1948 ·
1949 ·
1950 ·
1952 ·
1953 ·
1955 ·
1957 ·
1958 ·
1959 ·
1961 ·
1963 ·
1965 ·
1967 ·
1969 ·
1971 ·
1973 ·
1975 ·
1977 ·
1979 ·
1981 ·
1983 ·
1985 ·
1987 ·
1989 ·
1991 ·
1993 ·
1995 ·
1997 ·
1999 ·
2001 ·
2003 ·
2005 ·
2007 ·
2009 ·
2011 ·
2013 ·
2015 ·
2017 ·
2019 ·
2021 ·
2023 ·